# Karesuando
Karesuando (Kaaresuvanto in finlandese, Karesuanto, Gárasavvon o Karasavvon nelle lingue sami) è un piccolo paese della Lapponia svedese che sorge lungo la strada europea E45.

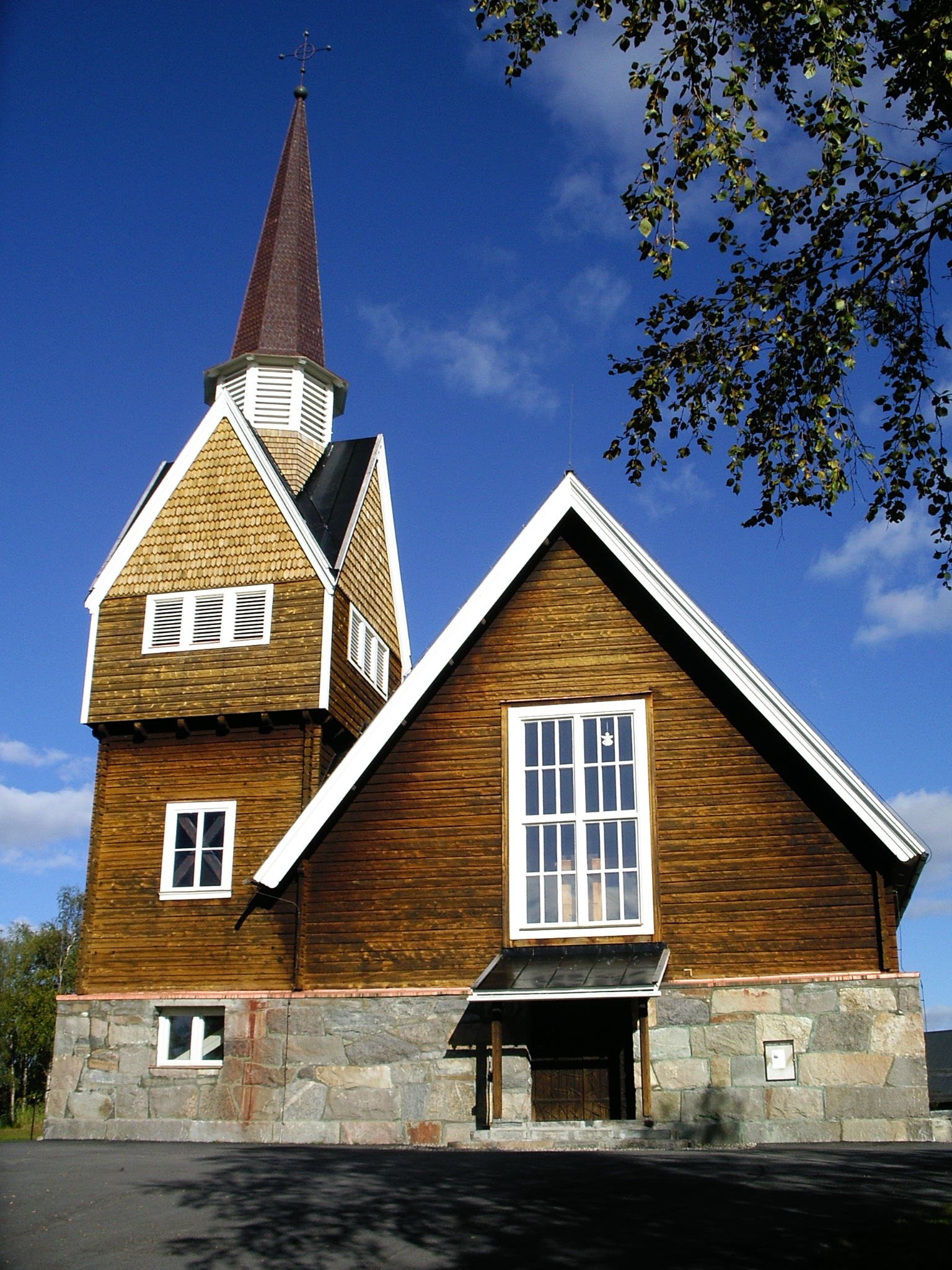
La chiesa

Karesuando, che fa parte della municipalità di Kiruna, ha una popolazione circa 300 abitanti, e si sviluppa lungo la riva destra del fiume Muonionjoki, confine naturale fra Svezia e Finlandia. 
Dall'altra parte del fiume sorge il villaggio finlandese di Kaaresuvanto, di circa 140 abitanti. 
Sebbene storicamente i due paesi costituiscano un'unica entità, sono comunque ufficialmente considerati distinti in quanto appartenenti a nazioni diverse.
La cittadina si sviluppa attorno alla piccola chiesa in legno, costruita nel 1690, la più settentrionale di tutta la Svezia.